# ヴィノスやまざき
株式会社ヴィノスやまざき（英: Vinos Yamazaki Co., Ltd.）は、ワインの直輸入、ワイン・日本酒のショップ運営、通信販売、卸売を行う企業。
静岡県静岡市に本社と東京都目黒区に営業所を置く。
1994年に当時は無名の南フランス産のワインを直輸入開始。「手頃な価格で美味しいワイン」を発掘するために、世界各地のワイン産地を自らの足で直接訪問し、味わいを確かめて納得のできるワインの独自の仕入れ「蔵直®」便を行う。
「蔵直®」は、蔵元直送の略。ヴィノスやまざきの登録商標。
2001年、東京都渋谷区、西武渋谷店に東京1号店「ヴィノスやまざき西武渋谷店」を開店。2007年に東京都千代田区、有楽町イトシアに旗艦店「ヴィノスやまざき有楽町イトシア店」開店して以降、札幌・京都・神戸・仙台にワイン専門店を全国に展開。
2013年に創業100年を迎える。
2019年、日本24店舗・中華人民共和国の上海に1店舗を展開。
2021年現在、関東エリア17店舗、リニューアルオープンした静岡本店を含む東海エリア4店舗、関西エリア2店舗、北海道、東北エリア2店舗、中華人民共和国の上海に1店舗の計26店舗を展開している。
ヴィノスやまざきとサントリーは、2023年6月20日に全株式を同年9月1日付でサントリーへ譲渡することで合意。ヴィノスやまざきは2023年9月1日付でサントリーの完全子会社となった。

## 沿革
- 1913年
  - 初代、山崎豊作が静岡市にやまざき酒屋を創業
- 1947年
  - 2代目、山崎巽が事業継承し地酒専門店へ
- 1988年
  - 株式会社やまざきに改組
- 1993年
  - 全国優良小売店コンクールで農林水産大臣賞を受賞
- 1994年
  - フランスワイン直輸入開始
- 2000年
  - 第1回　蔵の祭典ワインフェスティバル開催
- 2001年
  - 東京1号店を西武渋谷A館地下2階に「ヴィノスやまざき渋谷西武店」開店
- 2002年
  - 第2回　蔵の祭典ワインフェスティバル開催
- 2003年
  - 株式会社ヴィノスやまざきに改名
  - 「ヴィノスやまざき小田原店」開店
- 2004年
  - 第3回　蔵の祭典ワインフェスティバル開催
- 2005年
  - 「ヴィノスやまざき広尾店」開店
- 2006年
  - 第4回　蔵の祭典ワインフェスティバル開催
  - 「ヴィノスやまざきサンシャイン池袋店」開店
- 2007年
  - 旗艦店「ヴィノスやまざき有楽町イトシア店」開店
- 2008年
  - 「ヴィノスやまざきイーラデ沼津店」開店
- 2009年
  - 第5回　蔵の祭典ワインフェスティバル開催
- 2010年
  - 「ヴィノスやまざきたまプラーザ店」開店
  - 「ヴィノスやまざきラクエ京都店」開店
- 2011年
  - 第6回　蔵の祭典ワインフェスティバル開催
  - 「ヴィノスやまざき新静岡セノバ店」開店
- 2012年
  - 「ヴィノスやまざきそごう神戸店」開店
  - 「ヴィノスやまざきそごう横浜店」開店
  - 「ヴィノスやまざきエキュート品川店」開店
- 2013年
  - 創業100周年　中国・上海に子会社を設立
  - 「ヴィノスやまざき武蔵小杉店」開店
  - 第7回　蔵の祭典ワインフェスティバル開催
- 2014年
  - 「ヴィノスやまざきコレド室町店」開店
- 2015年
  - 「ヴィノスやまざきルミネ立川店」開店
  - 「ヴィノスやまざきルミネ北千住店」開店
  - 「ヴィノスやまざき川崎アゼリア店」開店
  - 「ヴィノスやまざき札幌パルコ店」開店
- 2016年
  - 第8回　蔵の祭典ワインフェスティバル開催
  - 東北1号店「ヴィノスやまざき仙台パルコ２店」開店
  - 「ヴィノスやまざき新宿ルミネ１店」開店
  - 「ヴィノスやまざき中目黒店」開店
- 2017年　
  - 「ヴィノスやまざきパルコヤ上野店」開店
- 2018年
  - 第9回　蔵の祭典ワインフェスティバル開催
- 2023年
  - サントリーの完全子会社となる[5]